# GTA Motor
Spania GTA є компанією, що займається проєктуванням і виробництвом автомобілів, розташованою у Валенсії, Іспанія. Вона була заснована бізнесменом Домінго Очоа, який теж є нинішнім генеральним директором компанії.

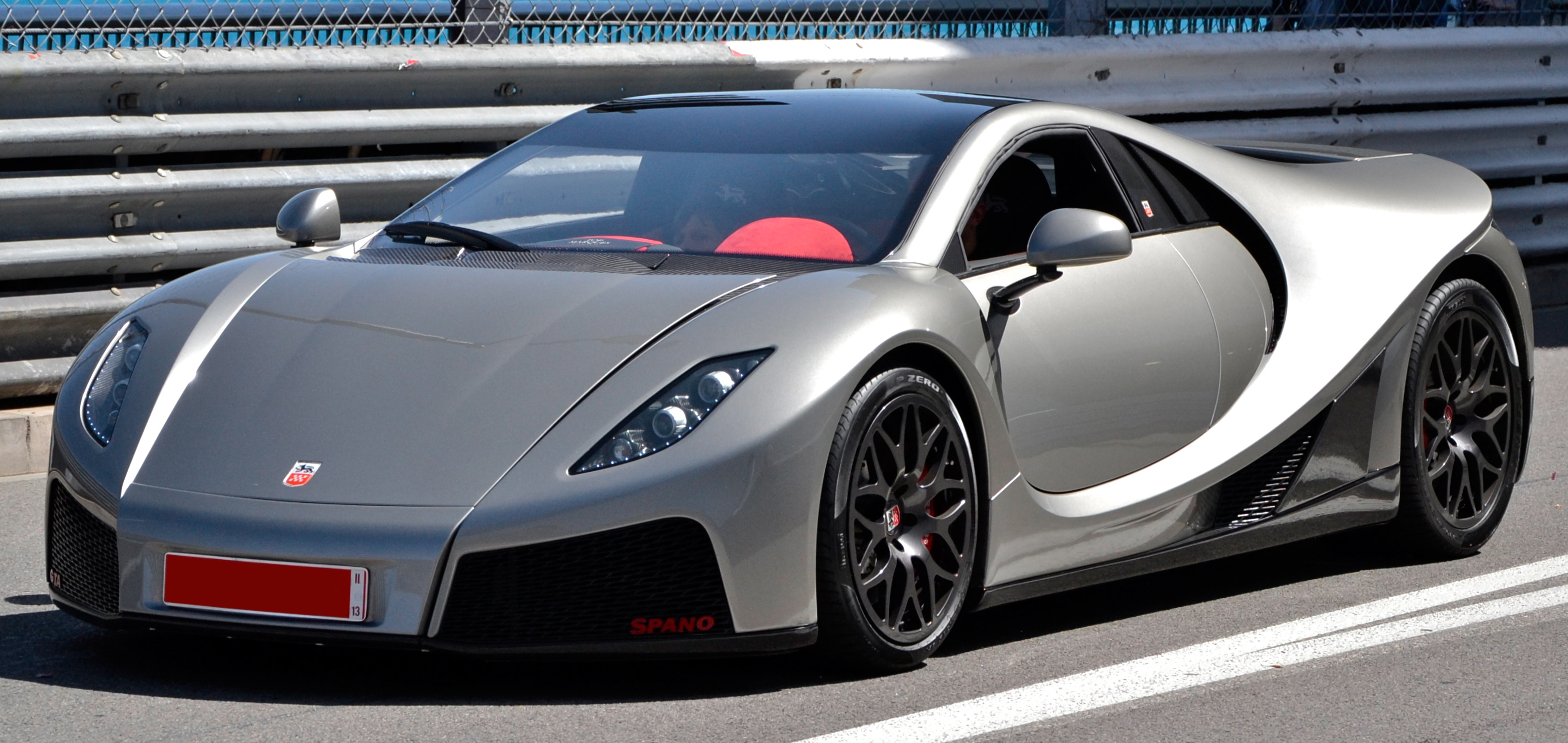
GTA Spano

Автомобілі GTA Spania спроєктовані й розроблені власними силами. Перші серійні автомобілі були доставлені клієнтам у 2012 році, а виробництво в повному обсязі очікується у 2013 році.